# Medstugan

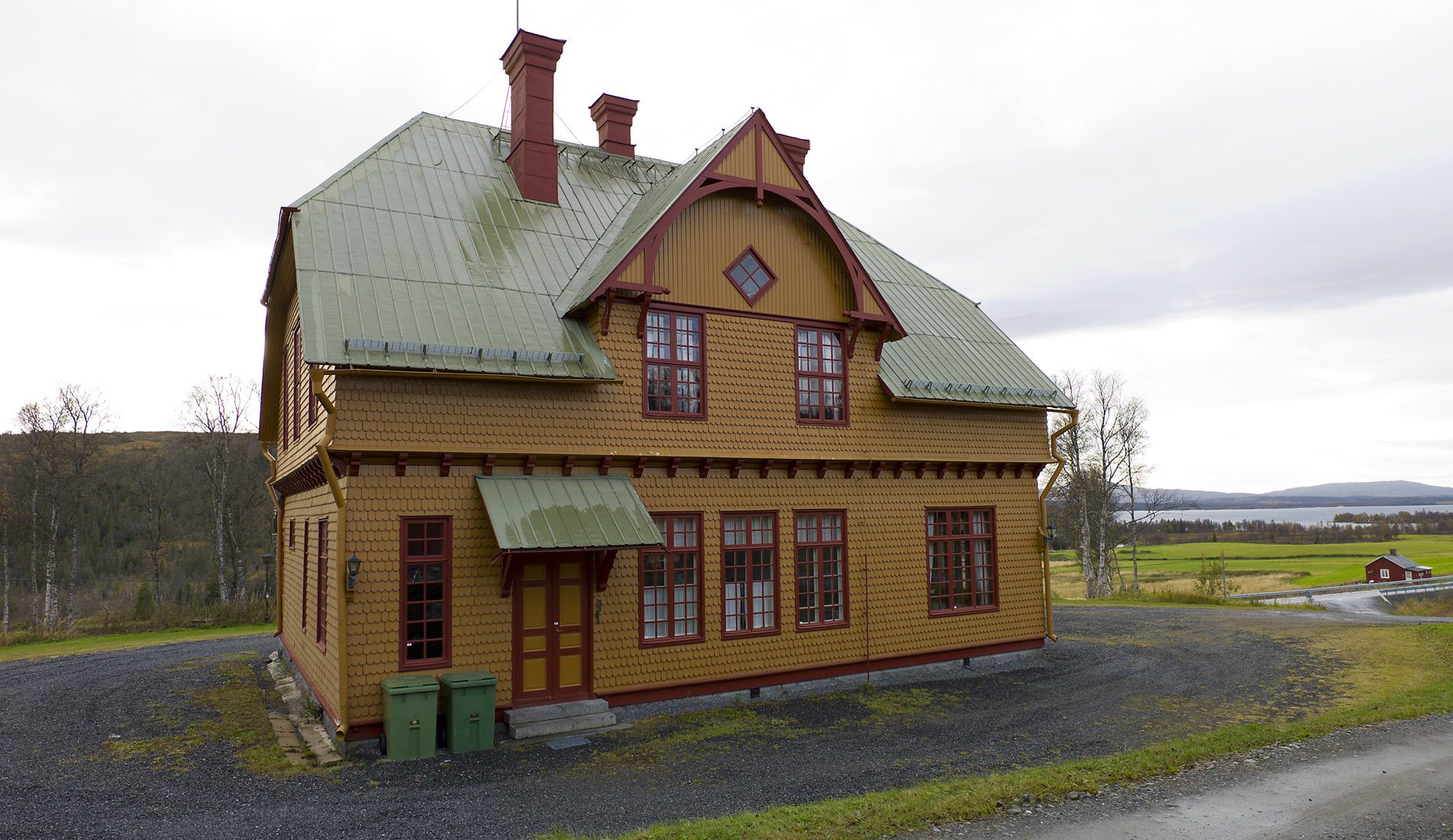
Jaktvillan

Medstugan är en by utmed väg 322 i Åre socken i Åre kommun, Jämtland.
Byn ligger cirka 26 km från E14 och cirka 26 km från norska gränsen. Närmsta by väster om Medstugan är Saxvallen och närmaste by i öster är Moan (4km), därefter Stalltjärnstugan (5km).
Här har funnits bebyggelse sedan åtminstone 1000-talet. Olav den Helige övernattade i Sælostugan, som platsen då hette, år 1030, på sin väg till Norge. På 1500-talet ändrades namnet till Medstugan.

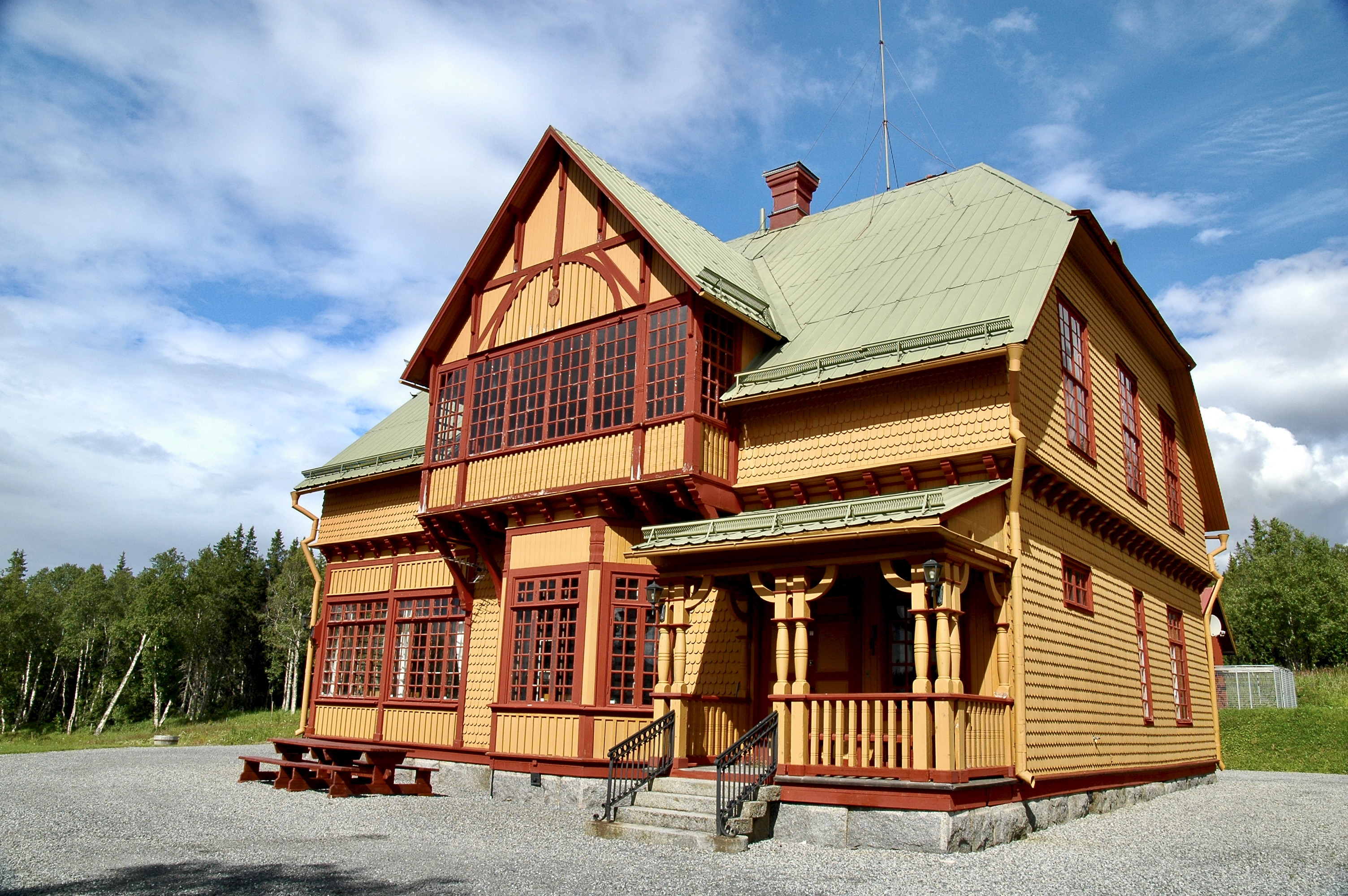

## Medstugans jaktvilla
År 1897 stod den jaktvilla som Carl Fredrik Liljevalch, d.y. lät uppföra enligt arkitekt Agi Lindegrens ritningar klar i Medstugan. I anslutning till jaktvillan startade Lilevalch ett "mönsterjordbruk" med mejeri i samarbete med länets Hushållningsällskap.
Mejeriet drevs fram till 1946 och är idag ett kombinerat mejerimuseum och vandrarhem i Hushållningssällskapets regi